# Goyō Hashiguchi

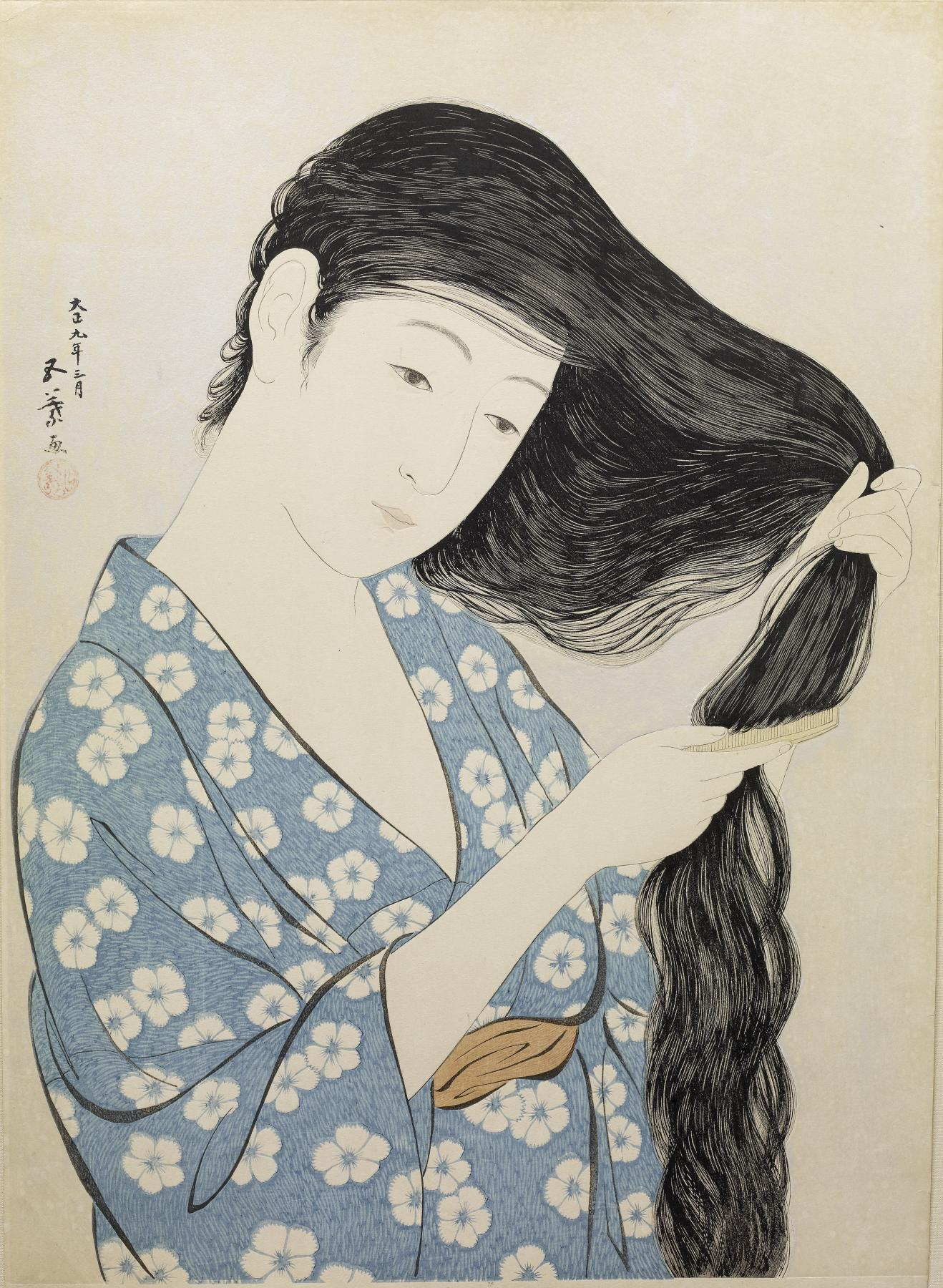
Gravura Kamisuki, por Goyō, era Taishō, 1920.

Goyō Hashiguchi (橋口 五葉, Hashiguchi Goyō, 21 de dezembro de 1880 — 24 de fevereiro de 1921) foi um artista japonês dedicado ao ukiyo-e. Especializou-se na vertente bijin-ga, retratando a beleza feminina. É considerado um dos mais prolíficos produtores de gravuras shin-hanga do século XX.